# Srednja vas – Poljane
Srednja vas – Poljane je naselje u slovenskoj Općini Gorenjoj vasi - Poljane. Srednja vas – Poljane se nalazi u pokrajini Gorenjskoj i statističkoj regiji Gorenjskoj. 

## Stanovništvo
Prema popisu stanovništva iz 2002. godine naselje je imalo 97 stanovnika.
Prema popisu stanovništva iz 2020. godine naselje je imalo 129 stanovnika.